# Ymittos
Ymittos (em grego:  Υμηττός), é um subúrbio de Atenas, Grécia. Desde a reforma do governo local de 2011, faz parte do município Dafni-Ymittos, do qual é uma unidade municipal. Com uma área de terra de 0.975 quilômetros quadrados, era o segundo menor município da Grécia (depois de Nea Chalkidona) antes de 2011. Está situado a 2,5 quilômetros a sudeste da Acrópole de Atenas. Ymittos tem três liceus.